# Michiya Haruhata
Michiya Haruhata (japanisch 春畑 道哉 Haruhata Michiya; * 5. November 1966 in Machida, Tokio) ist ein japanischer Gitarrist, Komponist und Mitglied der Band Tube.

## Biografie
Haruhata begann in der Grundschule seine musikalische Ausbildung am Klavier und spielte in Schülerbands Keyboard. In der Mittelschule, im Alter von 14 Jahren, wechselte er zunächst zur Folk-Gitarre und dann zur elektrischen Gitarre. 1984 trat er beim Wettbewerb des Silkroad Music Festival an und wurde dort zum besten Gitarristen gekürt.
1985 gründete er zusammen mit Maeda Nobuteru (Gesang), Kakuno Hideyuki (Bass) und Matsumoto Ryōji (Schlagzeug) seine bis heute aktive Band Tube unter dem Namen The Tube und begann damit seine Karriere als professioneller Musiker. Hier übernahm er neben seiner Hauptaufgabe, dem Gitarrenspiel, auch das Spielen des Keyboards. Bereits im Gründungsjahr konnte die Band mit ihrer ersten Single Bestseller Summer einen Hit landen, sich einen Namen machen und sich während dieser Hochphase des japanischen Pop/Rock etablieren.
Durch diesen Erfolg hatte Haruhata bereits eine gute Basis in puncto Fangemeinde und Bekanntheitsgrad, als am 26. Februar 1987 sein erstes Solo-Album Drivin auf den Markt kam. Er war weiterhin parallel zu seiner Solo-Karriere bei Tube aktiv, veröffentlichte unter beiden Namen regelmäßig Alben und absolvierte unter anderem 1991 mit den Konzerten zu seinem im selben Jahr erschienenen Album Dream Box eine Tour durch die größten Städte Japans.
Nachdem die ersten vier unter seinem Namen erschienenen Alben ohne Singleauskopplung verkauft worden waren, erschien 1992 seine erste Single J's Theme als Titelmelodie der japanischen Fußball-Profiliga. Die zweite und bislang letzte Single von Haruhata als Solo-Künstler war Best Day Of Your Life, die 1995 im japanischen Fernsehen als Titelmelodie zu den Leichtathletik-Weltmeisterschaften benutzt wurde. 2002 bekam Haruhata beim amerikanischen Gitarrenhersteller Fender einen Exklusiv-Vertrag für sein Equipment. Eine besondere Ehrung wurde ihm von Seiten dieser Firma 2005 zuteil, als er mit der Michiya Haruhata BWL Stratocaster als erster asiatischer Musiker von Fender ein eigenes Signaturmodell erhielt. Genau wie Tube ist Haruhata seit seinem ersten Album 1987 bei Sony unter Vertrag.
Er schreibt nicht nur unter eigenem Namen und für Tube Musik, sondern ist mit dem PIPELINE PROJECT zusammen mit seinem Tube-Kollegen Maeda auch als Komponist für andere japanische Musiker tätig. Außerhalb Japans ist er trotz seines nationalen Erfolgs allerdings weniger bekannt.

## Stil
Bereits ab seinem ersten Solo-Album grenzte sich Haruhata im Stil seiner Musik klar von der Musik, die er mit Tube machte, ab. Während Tube dem J-Pop zuzuordnen ist und vor allem von Synthesizer-Klängen und Gesang geprägte Lieder herausbringt, ist Haruhata deutlich dem J-Rock mit teilweise sogar nach Hardrock anmutenden Elementen zuzuordnen und spielt ausschließlich Instrumentalmusik, bei der seine Gitarre als Melodieinstrument im Vordergrund steht und er sich auch kompositorisch frei entfalten kann. Innerhalb des Rocks spielt Haruhata eine relativ große Bandbreite. Von an Anime erinnernden Powerrock-Stücken wie Shooting Star, über Balladen wie Straight To My Heart bis pop- und fusionbeeinflussten Stücken wie Wings. Live unternahm er auch bereits „Ausflüge“ in den Blues, als er mit Robben Ford auftrat.

## Diskografie

### Mit Tube
- 1985 Heart of Summer
- 1985 Off Shore Dreamin'
- 1986 The Season in the Sun
- 1986 Boys on the Beach
- 1987 Summer Dream
- 1987 Twilight Swim
- 1988 Beach Time
- 1988 Remember Me
- 1989 Summer City
- 1989 TuBest
- 1990 N A T S U
- 1991 Shonan
- 1992 Smile
- 1992 Noryo
- 1993 Say Hello
- 1993 Roman no Natsu
- 1994 Owaranai Natsu ni
- 1994 Melodies & Memories
- 1995 Yuzurenai Natsu
- 1996 TuBest II
- 1996 Only Good Summer
- 1997 Bravo!
- 1998 Heat Waver
- 1999 Blue Reef
- 2000 TuBest III
- 2000 Lani Kai
- 2001 Soul Surfin' Crew
- 2001 Melodies & Memories II
- 2002 Good Day Sunshine
- 2003 Oasis
- 2004 Natsu Geshiki
- 2005 Tube
- 2006 B☆B☆Q
- 2007 Winter Letter
- 2008 Paradiso
- 2009 Blue Splash
- 2010 Surprise!
- 2010 MIX TUBE-Remixed By Piston Nishizawa-
- 2011 RE-CREATION

### Als Solo-Künstler
- 1987 Drivin'
- 1990 Guitar Land
- 1991 Dream Box
- 1992 Moon
- 1993 Real Time
- 1993 J’s Theme
- 1995 Color of Life
- 2000 Red Bird
- 2008 Best Works 1987–2008